# Українці Греції
Українці — п'ята за чисельністю національна громада Греції (після греків, турків, болгар та румунів). За офіційною статистикою, чисельність української громади — 19 785 осіб, що становить близько 3—5 % від загальної кількості мігрантів або 0,18 % населення Греції. Однак фактично офіційна статистика не відповідає правдивій ситуації, інші джерела називають цифру від 30 до 120 тисяч осіб.
Особливістю української громади Греції з однієї сторони є її гендерний склад — більшість мігрантів становлять жінки. Інша особливість — абсолютна більшість її становлять емігранти так званої 4-ї хвилі — періоду 1990-х років. Останнім часом, проте, спостерігається тенденція до скорочення кількості новоприбулих. Причини зменшення напливу українців пов'язують насамперед із кризовими явищами в економіці Греції. Після відкритого вторгнення в Україну в 2022 році кількість людей з українськими паспортами в Греції збільшилася вдвічі. Більшість з них це діти та внуки емігрантів з Росії в Україну які через колоніальну політику Росії в Україні не асимілювались.За національністю вони в більшості хоч ідентифікують себе українцями за місцем громадянства, продовжують розмовляти на російській, тому складно оцінити їх влив на ідентичність українців тут. В більшості своїй вони себе по суті українцями не вважають і погано володіють українською.Тобто експансія московитів з українськими паспортами в Європі опосередковано може підтвердити думку про українців в Європі, як про росіян. Це можна подолати тільки роз'ясненнями через пропаганду в засобах  масової інформації після перемоги України.

## Історія
За часів Київської Русі на території Греції було багато слов'ян з сучасної України: найманці, солдати, торговці, робітники та інші. Українці в Греції є здебільшого трудовими мігрантами. Соціологи Західної аналітичної групи Ольга Ровенчак та Вікторія Володько називають такі основні причини міграції: потреба матеріально забезпечити власні сім'ї чи сім'ї дітей на рівні повсякденних потреб, будівництво, придбання, ремонт житла, повернення боргів, лікування, оплата освіти дітей, матеріальна підтримку власних сімей чи сімей дорослих дітей, що не потребують грошей для забезпечення повсякденного відтворення сім'ї. Серед інших також називаються особисті причини. Така мотивація є загалом характерною і для 4-ї  та 5-ї хвилі еміграції з України. Політичний чинник майже відсутній

## Громадське життя
Перше українське об'єднання Греції «Журавлиний край» було зареєстроване у 1998 році, але у 2003 році після смерті Голови товариства Володимира Кабачія воно розділилося на три окремо діючі організації:
- Товариство української діаспори та українофілів «Українсько-Грецька думка» — діє у місті Афіни, має філії у містах Патра та Родос, при організації з 2003 року діє суботня українська школа, яка на сьогодні налічує 40 дітей віком від 4 до 19 років (діє група (дитячого садочка), яка постійно поповнюється.
- український культурно — освітній Центр «Берегиня» — діє в Афінах на базі Греко-католицької церкви Святої Трійці при церкві також діє школа для дітей 6-16 років.
- «Український журавлиний край» — український культурний центр, відкритий у 2002 році і проіснував до 2012 року. Через нелегітимність загальних зборів і нелегітимність голови це товариство практично припинило існування і діє лише хор, заснований при ньому та бібліотека.
- «Українці Греції» профспілкове об'єднання утворилося 23 лютого 2014 року на мітингу після розстрілу протестуючих у Києві на Майдані і вигнанням з посади Президента держави України росіянина Януковича Віктора.Підтримуючи протестувальників у їх прагненнях вийти з під впливу москви мітингувальники об'єдналися з політичних міркувань для виборювання прав українців у світі для переламу ситуації на користь репатріації українців додому через вхід в Європейський Союз, зміни колоніальної економіки на національну. 9 квітня 2014 Статут організації був зареєстрований, за місяць був відкритий  банківський рахунок. Відсутність освітніх і пенсійних угод, асиміляцію не можуть змінити катехитичні чи суботні школи, що мають вплив на дітей лише 6-9 годин в тиждень. Політика держави Україна на теренах Греції не активна і часом зовсім відсутня. При 15-20 тисячах українських дітей немає жодної повноцінної школи.Легалізалізація для  українців дуже складна.Після 23-30 років українці розглядаються як не постійні жителі країни, з можливістю втрати легалізацію, це стосується і інших емігрантів. Саме з цим бореться організація українців і дружніх до них інших націй, що є її почесними членами

Перша українська школа була заснована за допомогою Посольства на вулиці Філіс у 2002 році в Афінах. З 2006 по 2010 рік в Афінах діяв заснований підприємцем С. Скловським українсько-грецький культурний і бізнесовий центр «Дімархія», який опікувався оздоровленням дітей з України в Греції.
Значною подією стало відкриття 1 листопада 2008 р. Культурно-інформаційного центру України (КІЦ) при Посольстві. Для КІЦ було відбудовано та введено в експлуатацію приміщення в правому крилі будівлі Посольства, загальною площею понад 200 м², що має окремий вхід, але не функціонує автономно від основного комплексу будівель Посольства. Центр з 2020 року закрився і досі не відновив свою роботу.
У Греції проводяться форуми української діаспори. З 5 по 15 вересня 2008 року товариством «Українсько-Грецька думка» за дієвої підтримки Посольства України в Греції було проведено ІІІ Форум української діаспори «Освіта українців та для українців за кордоном: стан та перспективи» у місті Еритрея на острові Еввія.
З 19 листопада 2013 року після Українського майдану в Афінах, з однодумців у лютому 2014 року виникло бажання створити політичну організацію, нова потужна організація під назвою «Українці Греції» 9 квітня 2014 до якої вступили члени багатьох товариств була зареєстрована. Головою обрано колишнього генсекретаря «Журавлиного краю» Киценюк-Ревагу Оксану. Товариство знову підняло питання державної школи та пенсійного забезпечення емігрантів, люстрації і верховенства права для українських громадян.

### Релігійне життя
Позаяк більшість українців Греції походять з Галичини, переважна їх кількість є греко-католиками. В Афінах є українська греко-католицька громада св. Миколая, яка діє при парафії Святої Трійці (кафедральний собор Екзархату для греків-католиків візантійської традиції). У 1998 році в Афінах, на Великдень у кафедральному соборі Святої Трійці завдяки старанням Блаженнішого отця Гузара Любомира, що дізнався від пані Оксани Киценюк - Реваги про те, що велика кількість віруючих не хоче хрестити дітей і приймати розгрішення в московитській парафії вислав до Афін представника УГКЦ, який разом з редактором тодішньої україномовної газети «Вісник-Агеліофорос» Галини Маслюк-Какку, організував першу Святу Літургію українською мовою. Відслужив її о. Архімандрит Сергій Келегер (ірландець за національністю), що впродовж багатьох років служив для вірних УГКЦ в Канаді. Відтак стараннями активних українців та о. Святослава Шевчука(тепер Патріарха УГКЦ), який тоді навчався у Римі та відвідував вірних УГКЦ в Афінах, було зібрано підписи, необхідні для заснування української греко-католицької парафії в Афінах. У грудні 1998 р. активістами було офіційно зареєстровано перше Товариство українців у Греції «Журавлиний край», яке протягом перших двох тижнів очолив Георгій Аврамідіс, а потім його очолював Кабачій Володимир до 2003 року та після його раптової смерті дружина покійного Голови Штокалюк Орися. Після смерті Кабачія Володимира  Галина Маслюк — Какку вийшла з його  складу і зареєструвала інше товариство «Українсько-грецька думка», яке і очолила. Протягом наступних років для українських вірних виконували своє служіння священики — о. Ярослав Бац, о. Атанасій (грек за національністю), о. Любомир Даців, о. Тарас Когут, о. Орест Козак , о. Василь Штокало, отці Ігор Посоленик, та Роман Скрипнюк.
Священник Любомир Даців стосовно ролі церкви у житті української громади Греції каже:
|  | Щонеділі у Святій Літургії бере участь 300—400 осіб, у свята — понад тисячу. Після недільної Літургії біля захристії є завжди довга черга людей, які чекають на розмову, пораду, хочуть поділитися своїми болями |

Серед українців Греції є і православні. В Афінах в православному храмі Св. Пантелеймона служить український православний священник о. Михайло Юрина. В іншому православному храмі за 25 км від Афін правив з 2008 до 2013 року український священник Київського патріархату Василь Лило.

## Засоби масової інформації
1997 року у Греції вийшла перша газета українців «Вісник-Агеліафорос», випущена Галиною Маслюк-Какку та Ліцою Патеракі.
Нині майже не видається україномовний часопис «Вісник», та щотижневий український додаток до грецької російськомовної газети «Афіни-Еллас». Обидва готуються Товариством «Українсько-Грецька думка».
Окрім того, на Афінському громадському радіо час від часу проводиться 20—хвилинна україномовна інформаційна програма з матеріалом від «Земляцтва українських студентів Греції» — неформального об'єднання студентів з України, які навчаються у ВНЗ Греції за грецькими стипендіями, що входить до складу Федерації студентів Греції.
Українське товариство «Журавлиний край» не перейменувалося, а через незгоди в управлінні, з нього вийшли деякі члени. Галина Маслюк, яка організувала своє товариство під назвою Українсько-грецька думка, та Марта Аттікос, що організувала товариство «Берегиня». Всі товариства працюють окремо.

## Ставлення Греції до українських трудових мігрантів
Надзвичайний і Повноважний Посол Греції в Україні Дімітріс Контумас заявив, що Афіни не мають претензій до українських трудових іммігрантів і не розглядають Україну як джерело нелегальної імміграції. Після відкритої стадії війни в Україні у 2024 всі, хто приїхав отримали статус тимчасового міжнародного захисту